# 2023年中国人民解放軍による台湾周辺での軍事演習
2023年中国人民解放軍による台湾周辺での軍事演習（2023ねんちゅうごくじんみんかいほうぐんによるたいわんしゅうへんでのぐんじえんしゅう）は2023年4月8日から10日まで台湾周辺で実施された軍事演習。

## 概要
これは、台湾の蔡英文総統がアメリカのマッカーシー下院議長との会談に対しての報復措置で、中国があらかじめ、この報復措置を予告していたもの。
中国人民解放軍で台湾方面を管轄している東部戦区の報道官の施毅は2023年4月8日に「台湾海峡と、台湾の北部と南部、そして東部の海空域において、演習と戦闘準備の警戒パトロールを行う」と説明した。
2023年4月7日に、中国の海事当局は、台湾の対岸にある福建省の近海において、4月8日から4月20日にかけ、「断続的に実弾射撃訓練が行われるとして船舶の航行を禁じる」ことを発表しており、同じ日には、中国の外務省が「米シンクタンクのハドソン研究所など2組織に制裁を科す」ことを発表しており、中国共産党で台湾政策を担当する中央台湾工作弁公室でも、台湾の駐米大使に相当する駐米台北経済文化代表処の蕭美琴代表に追加の制裁を科すことを明らかにしている。
そして、中国人民解放軍で台湾方面を管轄している東部戦区の報道官の施毅は、2023年4月8日に「台湾周辺での軍事演習やパトロールを始めた」ことを明らかにした。台湾当局によれば、4月8日の朝から正午すぎまで、少なくとも42機の中国軍機が台湾の防空圏に進入したという。この数は、1日に進入した数の過去最多を上回るペースとなっている。また、8日の16時（日本時間の17時）までに台湾海峡周辺で中国の軍用機延べ71機と艦艇延べ9隻が活動していたことが、台湾の国防部（国防省に相当）が明らかにした。このうち、中台間の事実上の停戦ラインの台湾海峡の中間線を越えたのが延べ45機で、南西の防空識別圏（ADIZ）に進入した。
2023年4月9日には、「台湾に対する正確な攻撃のシミュレーション」を行い、「統合作戦指揮センターの統一的な指揮の下、複数種類の部隊が台湾島と周辺海域の重要目標に対する共同精密攻撃のシミュレーションを実施し、台湾島周辺の攻撃態勢を維持し続けている」と中国の国営テレビが伝えた。また、台湾の国防部は日本時間の17時の時点で、「中国軍用機70機、艦船11隻が台湾海峡周辺で活動している」ことを確認したという。関係筋はロイター通信に対して、「台湾海峡の事実上の休戦ライン「中間線」付近で中台それぞれの艦船約10隻ずつがにらみ合ったが、挑発的な行動はなかった。」というが、「台湾が先週から監視している中国の空母「山東」も演習に参加している」ことも明らかにした。
2023年4月10日には、台湾国防部（国防省）の声明において、日本時間の11時まで、「中国人民解放軍の軍用機延べ59機、艦船延べ11隻を台湾周辺で確認した」ことを明らかにした。このうち、39機が「台湾海峡の中間線」を越えていて、「台湾南西・南東の防空識別圏（ADIZ）に侵入した」ことも明らかにしている。また、「中国海軍の航空母艦「山東」が台湾周辺の西太平洋で訓練を実施している」ことも明らかにした。
そして、2023年4月10日でこの軍事演習は終了した。この演習では弾道ミサイルの発射が確認されておらず、2022年8月に行われた台湾周辺での演習と比べると規模は抑制的となった。